# West Point (Kentucky)
West Point è un comune degli Stati Uniti d'America, situato nello Stato del Kentucky, nella contea di Hardin.